# Kasteel De Drie Torens

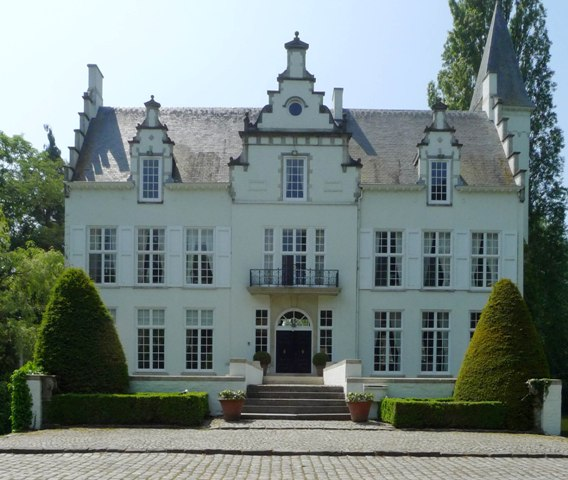
Kasteel De Drie Torens in Brielen

Het Kasteel De Drie Torens is een kasteel in de tot de West-Vlaamse gemeente Ieper behorende plaats Brielen, gelegen aan Drietorenweg 20.

## Geschiedenis
Oorspronkelijk zetelden op deze plaats de heren van Brielen. Van omstreeks 1500 tot 1745 was het kasteel in bezit van de familie Immelot; in 1765 werd Philippe-François Du Chastel vernoemd, en daarna heeft de familie Calmeyn nog 13 jaar in het kasteel gewoond. In de Franse tijd werd het kasteel onteigend en openbaar verkocht. In 1813 werd het gesloopt.
Later werd op de grondvesten van het kasteel een nieuw kasteel gebouwd. In 1890 was ene Breydel samen met zijn vrouw, Louise-Marie Struye, de eigenaar. In 1892 werd het kasteel ingrijpend verbouwd en werden nieuwe tuinen aangelegd.
Tijdens de Eerste Wereldoorlog diende het kasteel als geallieerd hoofdkwartier. Op twee salons in Lodewijk XVI-stijl na werden kasteel en tuin verwoest. Na de oorlog werd een nieuw kasteel gebouwd, niet in de oorspronkelijke, eclectische, stijl. De genoemde salons bleven hierbij behouden. In 1975 werd het kasteel gerestaureerd.

## Gebouw
Het kasteel is omgeven door een brede gracht. Het is een strak symmetrisch kasteel van twee bouwlagen en trapgevels boven de ingang en opzij. Het is gebouwd op een natuurstenen kelderverdieping.
Ook is er een conciërgehuis, er zijn paardenstallen en er is een koetshuis. Het geheel ligt te midden van een park, een bos en een lusttuin. Daarnaast is bij het kasteel een moestuin.